# Ceraspis nitida
Ceraspis nitida är en skalbaggsart som beskrevs av Frey 1962. Ceraspis nitida ingår i släktet Ceraspis och familjen Melolonthidae. Inga underarter finns listade i Catalogue of Life.